# Liste des évêques de Samogitie
Évêques de Samogitie, diocèse de Samogitie (maintenant une partie de la Lituanie) entre 1417 et 1926.
Le siège du diocèse était situé à Varniai/Medininkai jusqu'en 1864, puis a été déplacé à Kaunas. Le diocèse a été supprimé par le pape Pie XI quand l'archidiocèse de Kaunas a été créé.
| Évêques de Samogitie                        | Évêques de Samogitie |
| ------------------------------------------- | -------------------- |
| Matthias de Trakai                          | 1417–1422            |
| Mikołaj                                     | 1422–1434            |
| Piotr                                       | 1434–1435            |
| Jakub de Vilnius                            | 1436–1439            |
| Bartłomiej                                  | 1439–1453            |
| Jerzy de Vilnius                            | 1453–1464            |
| Motiejus Topolietis                         | 1464–1470            |
| Baltramiejus Svirenkavičius                 | 1471–1482            |
| Martynas Žemaitis                           | 1483–1492            |
| Martynas Lintfaras                          | 1492–1515            |
| Nicolas III Radziwiłł                       | 1515–1530            |
| Mikalojus Viežgaila                         | 1531–1533            |
| Vaclovas Virbickis                          | 1534–1555            |
| Jan Domanowski                              | 1556–1563            |
| Stanisław Narkuski                          | 1564–1564            |
| Wiktoryn Wierzbicki                         | 1565–1567            |
| Jurgis Petkūnas                             | 1567–1574            |
| Melchior Giedroyć                           | 1576–1609            |
| Mikołaj Pac                                 | 1610–1618            |
| Stanisław Kiszka                            | 1618–1626            |
| Abraham Woyna (en)                          | 1626–1631            |
| Merkelis Geišas                             | 1631–1633            |
| Jerzy Tyszkiewicz (pl)                      | 1633–1649            |
| Piotr Parczewski                            | 1649–1659            |
| Aleksander Kazimierz Sapieha                | 1660–1667            |
| Kazimierz Pac                               | 1667–1695            |
| Jan Hieronim Kryszpin-Kirszensztein         | 1695–1708            |
| Jan Mikołaj Zgierski                        | 1710–1713            |
| Paweł Franciszek Sapieha                    | 1715                 |
| Aleksander Gorajski                         | 1716–1735            |
| Józef Michał Karp                           | 1736–1739            |
| Antoni Dominik Tyszkiewicz                  | 1740–1762            |
| Jan Dominik Łopaciński                      | 1762–1778            |
| Jan Stefan Giedroyć                         | 1778–1802            |
| Józef Arnulf Giedroyć                       | 1802–1838            |
| Szymon Mikołaj Giedroyć                     | 1838–1844            |
| Motiejus Valančius                          | 1849–1875            |
| Aleksandras Beresnevičius                   | 1875–1883            |
| Mečislovas Leonardas Paliulionis            | 1883–1908            |
| Gasparas Feliksas Cirtautas                 | 1910–1913            |
| Franciszek Karewicz (Pranciškus Karevičius) | 1914–1926            |